# Eniclases fuscicornis
Eniclases fuscicornis  (лат.) — вид жуков рода Eniclases из семейства краснокрылов (Lycidae).

## Распространение
Остров Новая Гвинея.

## Описание
Длина узкого тела около 1 см (от 8,8 до 10,8 мм), наибольшая ширина у плечевых бугров от 2,1 до 2,4 мм. Тело жёлтое (включая надкрылья и проторакс с мезотораксом); усики, метаторкакс, брюшко и частично ноги от тёмно-коричневого до чёрного. Усики 11-члениковые, длинные, превышают половину длины надкрылий. Нижнечелюстные щупики 4-члениковые, лабиум состоит из 2 сегментов. Переднеспинка трапециевидная. Надкрылья в 3-4 раза длиннее своей ширины. Тело дорзо-вентрально сплющенное; пронотум с остро выступающими задними углами и бугорком в задней трети пронотального края; имеют девять морщинок-рёбрышек на плечевой части надкрылий (4 крупных первичных и 5 слабых вторичных рёбрышек); два расходящихся киля на пронотуме.

## Систематика
Вид Eniclases fuscicornis был впервые описан в 1991 году чешскими энтомологами Миладой Боцаковой (Milada Bocakova) и Ладиславом Боцаком (Ladislav Bocak; Оломоуц, Чехия). В 2016 году чешскими энтомологами чешскими энтомологами Матеем Боцеком (Matej Bocek) и Ладиславом Боцаком (Ladislav Bocak; Университет Палацкого, Оломоуц, Чехия) была проведена ревизия группы, в ходе которой были описаны новые виды.
Включён в кладу Metriorrhynchina из подсемейства Metriorrhynchinae (Bocak 2002, Sklenarova et al. 2014).